# FreeBASIC
FreeBASIC – darmowy kompilator języka BASIC, udostępniony na licencji open source. Z założenia jest syntaktycznie podobny do QuickBasica, jednakże wprowadza nowe możliwości, jak np. obsługa Unicode, wskaźniki, liczby bez znaku, wstawki asemblerowe, preprocesor i przestrzenie nazw.
FreeBASIC używa zestawu narzędzi GNU binutils jako silnika i jest w stanie wyprodukować aplikacje zarówno konsolowe, jak i GUI. Umożliwia także użycie bibliotek statycznych i dynamicznych. FreeBASIC kompiluje programy dla DOS, Xbox, Microsoft Windows i Linuksa. Obecnie trwają prace nad portami dla innych platform.
Aktualnie biblioteki takie jak GTK+, GNU Scientific Library, SDL, Allegro, Lua i OpenGL mogą być używane bezpośrednio, a kolejne są dodawane w każdym nowym wydaniu. Kompletny zestaw nagłówków Windows API także został dołączony.
Kompilator wraz ze swymi 75000 liniami kodu był, i nadal jest, kompilowany przez FreeBASIC. Pierwsza wersja FreeBASIC została napisana w Visual Basic dla DOS.

## Program Hello World
Poniżej podany jest przykład programu Hello world.
```
print
 
"Hello,World!"

```